# Thai-Japanese Stadium
Das Thai-Japanese Stadium (thailändisch ศูนย์เยาวชนกรุงเทพมหานคร (ไทย-ญี่ปุ่น), übersetzt „Jugendzentrum Bangkok (thailändisch-japanisch)“) ist ein Fußballstadion mit Leichtathletikanlage in der thailändischen Hauptstadt Bangkok. Das Stadion befindet sich im Zentrum der Stadt, im Bezirk Din Daeng auf dem Gelände des Bangkok Youth Center. Es verfügt über Flutlicht und hat einen Naturrasen.

## Geschichte
Errichtet wurde das Thailändisch-Japanische Stadion zu Ehren der 200-Jahr-Feier Bangkoks 1982 in Zusammenarbeit zwischen den thailändischen und japanischen Regierungen. Der Bau der Anlage und der Einrichtungen erfolgte in zwei Bauabschnitten. Insgesamt betrug die Bauzeit gut zwei Jahre. Der erste Abschnitt wurde durch eine japanische Firma fertiggestellt, während der zweite von den Thais vollendet wurde. Die Eröffnung erfolgte im April 1982.
Das Stadion genügte noch bis 2007 internationalen Standards. So wurde das Stadion für die Heimspiele von Bangkok United während der AFC Champions League 2007 genutzt. Diverse Veranstaltungen fanden hier auch bei den Asienspielen 1998 statt. 
Das Stadion gehört der Regierung von Bangkok. Die Initialen BMA („Bangkok Metropolitan Administration“) finden sich auch auf der Haupttribüne, geformt aus weißen Schalensitzen. Die Sitze der Gegengerade sind in Grün gehalten und tragen die Schrift Bangkok.
Das Stadion war von 2009 bis 2015 das Heimstadion des Bangkok United FC in der Thai Premier League.

## Nutzer des Stadions
| Verein         | Zeitraum der Nutzung |
| -------------- | -------------------- |
| Bangkok United | 2009 bis 2015        |
| Raj-Vithi FC   | 2010                 |